# Hélène Chanel
Hélène Chanel (eigentlich Hélène Stoliaroff, * 12. Juni 1941 in Deauville) ist eine französische Schauspielerin mit russischen Wurzeln.

## Leben
Chanel, die zuvor als Model gearbeitet hatte, trat zwischen 1959 und 1977 in rund fünfzig Filmen auf; bis auf wenige Ausnahmen sind diese in italienischer Produktion entstanden. Dabei spielte sie oftmals die Rolle der „schönen Blondine mit schelmischem Ausdruck und bezaubernden Augen“ an der Seite des Helden in jeweils populären Genrefilmen. Auch für einen Fotoroman wurde Chanel engagiert.
Zu Beginn der Filmlaufbahn standen zwei französische Produktionen, bevor sie nach Italien ging und sich 1960/1961 in sechs Filmen neben Ugo Tognazzi als komödienbegabt erwies. Es folgten Auftritte zur Unterstützung anderer Filmkomiker und auch bald solche, in denen sie die zu rettende Schöne in allerlei antiken Gegenden, Westernstädten und Kostümstreifen gab und von denen nur eine Handvoll im deutschsprachigen Raum aufgeführt wurden. Wie in ihrem ersten, spielte sie auch in ihrem letzten Film unter dem Geburtsnamen. Nach ihrem Rückzug aus dem Filmgeschäft widmete sie sich mit ihrem Mann der Tourismus-Branche.
Chanel trat auch unter den Pseudonymen Sheryll Morgan und Helen Chanel auf.

## Filmografie
- 1959: Die nach Liebe hungern (Les Dragueurs)
- 1959: Détournement de mineures
- 1960: Un dollaro di fifa
- 1960: Die halbstarken Eltern (Genitori in blue jeans)
- 1960: Il mio amico Jekyll
- 1960: Le olimpiadi dei mariti
- 1960: Tu che ne dici?
- 1961: Gerarchi si muore
- 1961: Maciste in der Gewalt des Tyrannen (Maciste alla corte del Gran Khan)
- 1961: La ragazza sotto il lenzuolo
- 1962: Cinque marines per cento ragazze
- 1962: Colpo gobbo all'italiana
- 1962: Lasciapassare per il morto
- 1962: Maciste, der Rächer der Verdammten (Maciste all'inferno)
- 1962: La monaca di Monza
- 1962: I tre nemici
- 1963: Avventura al motel
- 1963: La donna degli altri è sempre più bella
- 1963: Robin Hood in der Stadt des Todes (L'invincibile cavaliere mascherato)
- 1963: Le verdi bandiere di Allah
- 1964: Il dominatore del deserto
- 1964: Due mafiosi nel Far West
- 1964: Die Stunde der harten Männer (Ercole, Sansone Maciste e Ursus gli invincibili)
- 1964: La valle dell'eco tonante
- 1965: Agent Pik As – Zeitbombe Orient (Asso di Picche: operazione controspionaggio)
- 1965: Kampf um Atlantis (Il conquistatore di Atlantide)
- 1965: Der Killer der sündigen Mädchen (Le notti della violenza)
- 1966: Agente segreto 777: invito ad uccidere
- 1966: L'arcidiavolo
- 1966: Duello nel mondo
- 1966: Ergötzliche Nächte (Le piacevoli notti)
- 1966: Ischia operazione amore
- 1967: Dem Teufel ins Gesicht gespuckt (El hombre de Caracas)
- 1967: Django – Kreuze im blutigen Sand (Cjamango)
- 1967: Nel sole
- 1967: Stirb oder töte (Killer calibro 32)
- 1967: Tödlicher Ritt nach Sacramento (Con lui cavalca la morte)
- 1967: Zwei Trottel gegen Django (Due Rrringos nel Texas)
- 1968: 7 uomini e un cervello
- 1969: Blonde Köder für den Mörder
- 1969: Tote faulen in der Sonne (Un posto all'inferno)
- 1969: Quintero, das As der Unterwelt (La legge dei gangsters)
- 1970: Edipeon
- 1970: La ragazza del prete
- 1972: Boccaccio
- 1973: Gli amici degli amici hanno saputo
- 1974: Lo sgarbo
- 1975: Labbra di lurido blu
- 1976: Il bocconcino
- 1976: Stangata in famiglia
- 1977: Frau und Geliebte (Mogliamante)